# عزون سليمان باشا
عزون سليمان باشا أو سليمان باشا الطويل هو سياسي عثماني تولى العديد من المناصب في عهد سليمان القانوني و اشتهر بالغلظة و القسوة ووصف في بعض المراجع بالطاغية ، فيما ترى مصادر أخرى إن تلك القسوة كانت ضرورية لقطع دابر اللصوص و قطاع الطرق ، من أشهر الولايات التي حكمها كانت القدس و كان أول والي عثماني لبغداد . و توفي عام 997 للهجرة .

## نسبه
هو سليمان باشا بن قباد باشا ابن رمضان باشا يتصل نسبة إلى الملوك السلجوقية.

## حياته السياسية
ولي نيابة القدس الشريف مدة طويلة، وضبط نواحيها وقطع العصاة والمفسدين وقطاع الطريق، وخافته الأعراب، وأشتهر اسمه وبعد صيته، ثم تولى نيابة جرجة من معاملة مصر ثم نيابة بغداد، ثم نيابة قرامان وهي البلاد التي نشأ بها هو وأبوه وأجداده بنو رمضان، ثم أنفصل منها، وقدم دمشق سنة تسعين بتقديم التاء المثناة وتسعمئة محافظا بها عوض نائبها أويس باشا حين كان في سفر السلطان، فنزل بالمرجة وكان يصحبه مدة إقامته بدمشق القاضي أكمل بن مفلح، والقاضي شمس الدين سبط الرجيحي، والشيخ تقي الدين بن بركات الموصلي. وكان سفاكا شديد البطش طائش السيف ينوع أنواع العذاب للسراق والقطاع والزناة والمعرسين والمزورين، حتى هرب منه من بقي من المتهمين وجلوا عن دمشق. وقتل محمد بن جلال الدين العامل في التزوير، وقتل حمدان قبل أن يدخل دمشق وهو بالمرجة وسل لسانه من تحت حنكه، ثم شنقه في شجرة خارج باب جامع يلبغا الغربي، وشنق ابن المعلم البعلي نقيب الشيخ أحمد بن سليمان في الدلبة بالمرجة، وشنق كتخداية بن الأصفر بالقرب من سوق القاضي داخل دمشق بالقرب من داره التي أنشأها بالقرب من بيت ابن القاري، وتملك بساتين بدمشق، وكان من الجبارين إلا أنه قطع المناحيس قتله عبيده بداره ليلة الخميس عاشر رجب سنة سبع بتقديم السين وتسعين وتسعمئة، ودفن بسفح قاسيون، بالقرب من سيدي أبي بكر بن قوام بعد أن كشف عليه في داره بأمر نائب الشام حسن باشا ابن محمد باشا، وقاضيها مصطفى أفندي بن سنان، وكانت أمه قد ماتت قبله بنحو أشهر فدفنها بالقرب من سيدي أبي بكر بن قوام بالسفح القاسيوني، وعمل صبيحتها بالجامع الأموي عند باب الصنجق، فلما مات دفن إلى جانب أمه وعملت صبيحته حيث عملت صبيحتها، ثم جرت الناس على ذلك وصاروا يعملون أكثرهم صبح موتاهم بالجامع، واستهلوا ذلك وكانوا قبل ذلك يعملونها بالترب.